# Milano-Torino 1977
La Milano-Torino 1977, sessantatreesima edizione della corsa, si tenne il 17 settembre 1977. Fu vinta dal belga Rik Van Linden.

## Ordine d'arrivo (Top 10)
| Pos. | Corridore          | Squadra | Tempo |
| ---- | ------------------ | ------- | ----- |
| 1    | Rik Van Linden     |         |       |
| 2    | Walter Godefroot   |         |       |
| 3    | Alfons de Bal      |         |       |
| 4    | Franco Bitossi     |         |       |
| 5    | Francesco Moser    |         |       |
| 6    | Rudi Pevenage      |         |       |
| 7    | Giovanni Mantovani |         |       |
| 8    | Pierino Gavazzi    |         |       |
| 9    | Giuseppe Saronni   |         |       |
| 10   | Angelo Tosoni      |         |       |